# Березин, Николай Сергеевич
Николай Сергеевич Березин (29.10(11.11).1899 — 29.07.1938) — советский партийный деятель, доктор экономических наук, член РКП(б) с 04.1917.
Родился в Нижнем Новгороде в семье подрядчика лесного дела. Окончил 3-классное городское училище и Арзамасское реальное училище (1917).
В 1917 г. — студент юридического факультета Московского университета.
С 14.11.1917 — член Арзамасского горисполкома, организатор биржи труда и кассы страхового общества рабочих, комиссар казначейства Арзамасского уезда. С 04.1918 — секретарь, с 09.1918 — председатель Арзамасского укома РКП(б).
С 02.1919 — в Красной армии: зав. культпросветотделом, зав. парт. школой, начальник орготдела и секретарь партячейки политотдела 1-й армии Восточного фронта. В 1919—1920 — помощник нач. политотдела 1-й армии, 1920 — нач. политотдела района железной дороги, 09.09.1920 — 27.01.1921 — член РВС 1-й армии.
С 28.10.1920 по 05.1921 — ответственный секретарь Закаспийского обкома КП Туркестана (г. Полторацк). В мае-ноябре 1921 г. член Реввоенсовета штаба Ферганской армейской группы. 09.10. — 29.11.1921 — зав. отделом управления и с 10.10.1921 — 2-й зам. председателя Облревкома Ферганской области.
Делегат X съезда РКП(б) (март 1921), участник подавления Кронштадтского мятежа, награждён орденом Красного Знамени.
5.03.1922 приказом командующего Туркестанским фронтом назначен военкомом Самаркандской области и 1-й Туркестанской стрелковой дивизии
В 1922 г. — начальник политотдела и член РВС Бухарской группы войск, член РВС Бухарской Красной армии. В 1924 г. награжден золотым знаком военного отличия 1-й степени от Всебухарского ЦИК.
С 11.1922 по 1923 г. — пом. начальника Политуправления Кавказской Краснознаменной армии, член Тифлисского горкома КП(б) Грузии и горсовета.
С 09.1923 по 09.1924 г. — помощник начальника Управления учебных заведений Воздушного флота Красной армии (по политчасти).
С 02.1923 по 09.1926 — слушатель экономического факультета Института красной профессуры, после его окончания до 1930 года преподавал там же, зав. кафедрой экономики, доктор экономических наук. Одновременно — зав. экономическим отделом редакции газеты «Правда», с декабря 1929 по ноябрь 1930 г. старший инспектор ЦКК-РКИ.
С ноября 1930 по февраль 1934 года зам. начальника, с августа 1933 г. одновременно начальник политуправления Главного управления Гражданского воздушного флота при СНК СССР. За «исключительные заслуги в области политработы в гражданском воздушном флоте и по подготовке кадров в нём» награждён орденом Ленина (18.08.1933).
С февраля 1934 по апрель 1936 г. зам. руководителя военно-морской группы КПК при ЦК ВКП(б). С апреля по июль 1936 г. уполномоченный КПК при ЦК ВКП(б) по Дальневосточному краю (Хабаровск).
С июля 1936 по 13.05.1937 — зам. председателя Правления Госбанка СССР. С 07.1937 — в РККА.
Делегат 16 и 17-го съездов ВКП(б), член ЦКК (1930—1934), член КПК ВКП(б) (1934—1937).
Арестован 24.11.1937. Осужден ВК ВС СССР 29.07.1938 к ВМН. Расстрелян в Коммунарке. Реабилитирован ВК ВС СССР 04.04.1956.